# Nonius

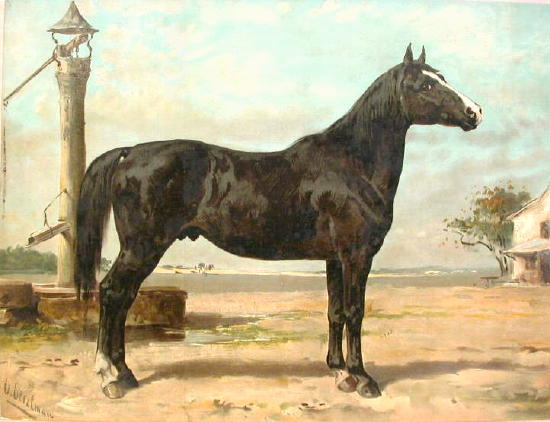
Węgierski koń rasy nonius - litografia z książki Paardenrassen Kunstalbum (Rasy koni - album sztuki)
Otto Eerelman, 1898 r.

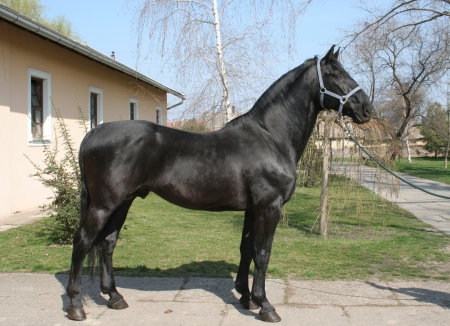
Kary ogier rasy nonius z węgierskiej państwowej stadniny koni w Mezőhegyes

Nonius – rasa konia wyhodowanego w węgierskiej cesarskiej stadninie  w Mezőhegyes.

## Charakterystyka, pokrój, eksterier, temperament
Nonius to koń o szyi dość wysoko osadzonej. U koni w ciężkim typie często duża głowa o garbonosym profilu. Rozróżniamy dwa typy: cięższy, wyhodowany w stadninie Mezőhegyes jest jednym z największych koni gorącokrwistych i lżejszy wyhodowany w stadninie w Hortobágy. Pierwsze, kościste, są przeznaczone do prac gospodarczych i zaprzęgu, drugie, szlachetniejsze, pod wierzch. Konie obydwu typów mają zwykle umaszczenie kare lub ciemnogniade. Białe odmiany są niepożądane.
Wysokość w kłębie:
- typ lżejszy - 155 - 165 cm
- typ cięższy - 165 - 175 cm

## Historia, pochodzenie
Noniusy zawdzięczają nazwę swemu protoplaście – urodzonemu w Normandii ogierowi Noniusz o jasnogniadam umaszczeniu, wychowanemu w stadninie Zweibrücken (niem. Landgestüt Zweibrücken - założona przez Christiana IV Wittelsbacha w 1775), którego zdobyli węgierscy kawalerzyści w 1814. Noniusz pochodził prawdopodobnie od klaczy normandzkiej po ogierze półkrwi angielskiej Orionie. Młody ogier, który według współczesnych opisów nie był „szczególnie piękny” i którego wygląd w niczym nie przypominał rasy, której później nazwano jego imieniem, trafił do Mezőhegyes w 1816. Podczas krycia w stadninie do 1832 klacze kojarzony z klaczami węgierskimi, arabskimi, lipicańskimi i andaluzyjskimi dał potomstwo o doskonałych cechach użytkowych. Żywotne, mocne konie, chętne do pracy, nadające się do różnych kierunków użytkowania. Z jego potomkami przeprowadzono bliski chów wsobny, w wyniku czego powstał skonsolidowany typ rasy..
W końcu XIX w. w celu uszlachetnienia eksterieru i skorygowania skłonności do agresywności kojarzono je w hodowli z końmi pełnej krwi angielskiej i czystej krwi arabskiej.
Zdobycie złotego medalu na wystawie w Paryżu w 1900 z tytułem konia idealnego przyniosło rasie Nonius międzynarodowe uznanie.
Powstanie rasy Nonius jest podobne do powstania rasy Morgan, która także powstała na bazie jednego ogiera w połączeniu z różnymi klaczami.
Po II wojnie światowej praktycznie zaprzestano wykorzystywania noniusza do celów wojskowych. Na nizinach preferowano go głównie jako konia pociągowego. W latach 70. XX w. eksperymentowano z krzyżowaniem koni sportowych, ale linia ta nie odniosła większego sukcesu. W 1989 założono Węgierskie Stowarzyszenie Hodowców Koni Noniusów (Nonius Lótenyészto Országos Egyesület) i od tego czasu za główny cel ponownie uznano hodowlę czystości rasy i zachowanie genów.